# Bijlmermeer

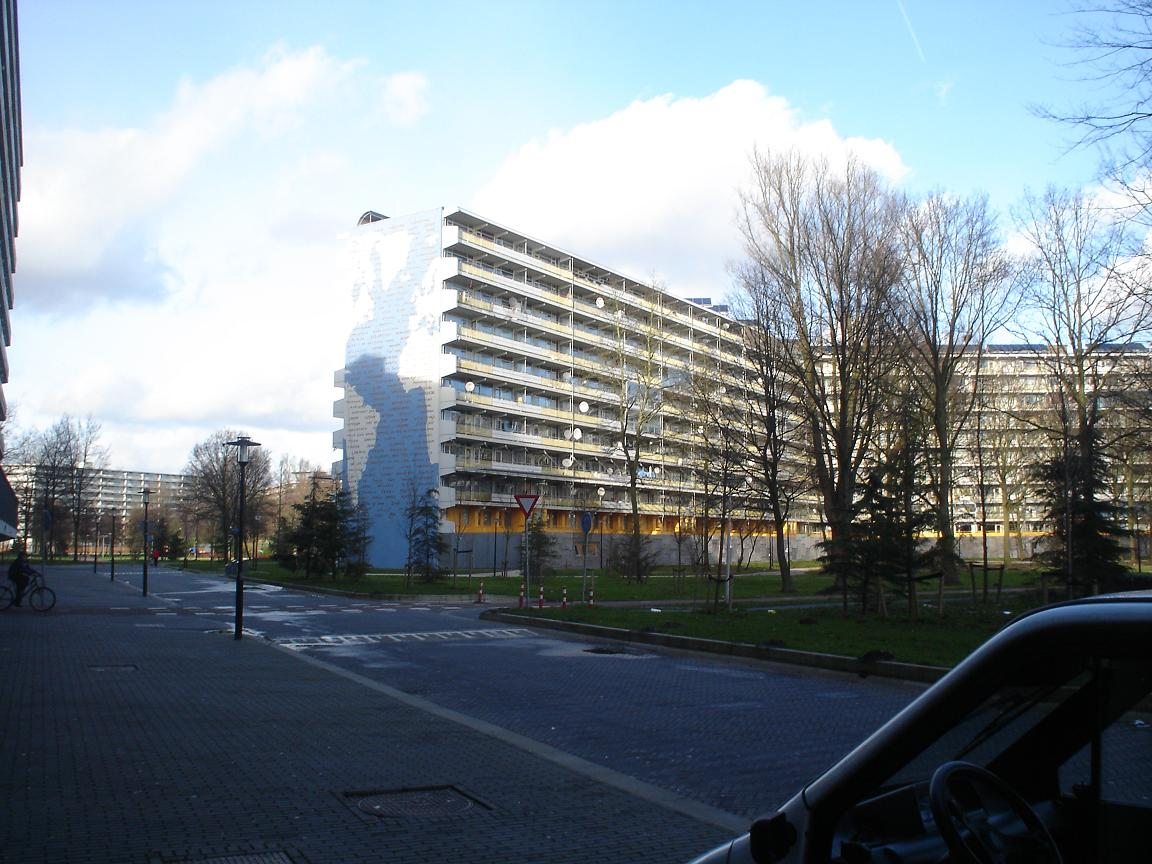
Fachada de uno de los bloques del barrio Bijlmermeer, cercano a la estación Kraaiennest.

Bijlmermeer (pronunciado bɛilməʁmeːʁ) o coloquialmente Bijlmer (en neerlandés (bɛilməʁ) es uno de los barrios del distrito Amsterdam Zuidoost (Sudeste) de Ámsterdam, capital de los Países Bajos. La mayoría se refiere a esta zona como el Bijlmer. Sin embargo, el Bijlmer solo corresponde a una parte de ella, pues el Zuidoost está compuesto por otros barrios como Gaasperdam, Bullewijk, Venserpolder y Driemond.
El Bijlmer ha sido considerado durante mucho tiempo como uno de los barrios más peligrosos de Ámsterdam y una de las zonas con peor reputación de la capital holandesa.

## Historia
El barrio Bijlmer, fue un proyecto arquitectónico posmodernista, típico de la década de 1960 en Holanda y el resto de Europa. Un barrio parecido a Bijlmer es Overvecht en Utrecht. Estos proyectos tenían como fin construir ciudades satélites que fueran completamente independientes, ubicadas en la periferia de la ciudad. Supuestamente, estos proyectos lograrían la unión vecinal y apoyo comunitario a través de sus edificios interconectados y su nuevo estilo de construcción debería atraer a la clase media. Sin embargo, estos proyectos jamás lograron su objetivo y fueron catalogados finalmente como un fracaso rotundo. 
Esto no solo ocurrió en Bijlmer de Ámsterdam, sino también en otras partes del mundo como en Santiago de Chile (Villa Portales) o en la ciudad de Buenos Aires de Argentina (Villa Lugano).
El proyecto además, contaría con una gran cantidad de áreas verdes y canales que permitirían el recreo de sus habitantes. A la altura del suelo se establecerían las zonas de comercio como mercados y tiendas, donde solo podrían transitar peatones y bicicletas a través de las ciclo vías y caminos que serían construidos para tal efecto. Las calles para automóviles y las estaciones de metro estarían elevadas a unos metros.
Este barrio se promocionaba como una nueva ciudad, limpia, sin contaminación, libre del estrés de la capital, pero a su vez accesible a ella. Bijlmer contaba con un plan de conexión con el resto de la ciudad a través de las estaciones de metro y otros medios de transporte. En otras palabras, se podría decir que este barrio era presentado como la vivienda ideal y moderna, sin embargo, el tiempo dijo lo contrario. Hoy en día poco queda de su estructura original, ya que muchos de los bloques originales han sido derribados o renovados completamente.
El hecho de que nunca haya tenido el éxito proyectado, se debe en gran parte a que la vivienda de Bijlmer tuvo un coste muy alto, lo que hacía poco accesibles a las familias de clase media, mientras que a las familias holandesas de clase alta que sí tenían los medios para adquirirla, no les atrajo mucho la idea de vivir en comunidad, y preferían irse a vivir a aquellos sectores donde pudieran gozar de mayor privacidad y espacio propio. Al haber poca demanda, se redujeron los precios hasta tal punto que Bijlmer terminó siendo hogar para individuos solteros, inmigrantes legales e ilegales y trabajadores de clase obrera. Esto llevó al abandono del proyecto. Como consecuencia, no todos los edificios contaban con los ascensores que debían, las estaciones de metro no fueron instaladas hasta la llegada de la década de 1980 y el sistema de transportes no conectó bien el bijlmer con el centro hasta 20 años después de su construcción. Durante ese tiempo el bijlmer ya se había depreciado lo suficiente como para ser considerado el barrio de inmigrantes ilegales, delincuentes, traficantes, drogadictos, etc. Es tanta la cantidad de inmigrantes que viven en el Bijlmer, que hoy en día Bijlmermeer es considerado un barrio multicultural, donde la mayoría proviene de Surinam y las Antillas, pero también es posible encontrar grupos pequeños de latinos, europeos orientales, asiáticos, etc.
Desde la década de 1980 se puso en marcha la obra para mejorar Bijlmer, sin embargo nunca se trató con mucha seriedad, hasta que ocurrió el desastre de Bijlmer. Un accidente en el que un avión de carga israelí se estrelló en uno de los bloques de viviendas, dando muerte a sus 4 tripulantes y a 43 habitantes de uno de los bloques. Existe el rumor de una conspiración israelí para estrellar el avión ahí haciéndolo parecer un accidente, para así deshacerse de ciertos materiales de guerra, sin embargo no hay nada demostrado.
Después de aquel incidente se tomaron con seriedad los proyectos que existían para mejorar el barrio y se decidió que se haría un cambio verdadero costase lo que costase. Esto conllevó un plan de renovación y derrumbe de gran cantidad de viviendas. Muchas de estas fueron remplazadas por viviendas en hilera, y otras fueron el resultado de remodelación de aquellos bloques con forma de colmena, debido a que mucha gente se opuso al derrumbe para así hacer permanente aquel proyecto fracasado que alguna vez fue visto como la vivienda del futuro. Gracias a todo esto, el barrio ha mejorado en los años posteriores. De todas formas, este nuevo Bijlmer sigue siendo hogar de inmigrantes y gente de clase obrera.

## Problemas de Bijlmer

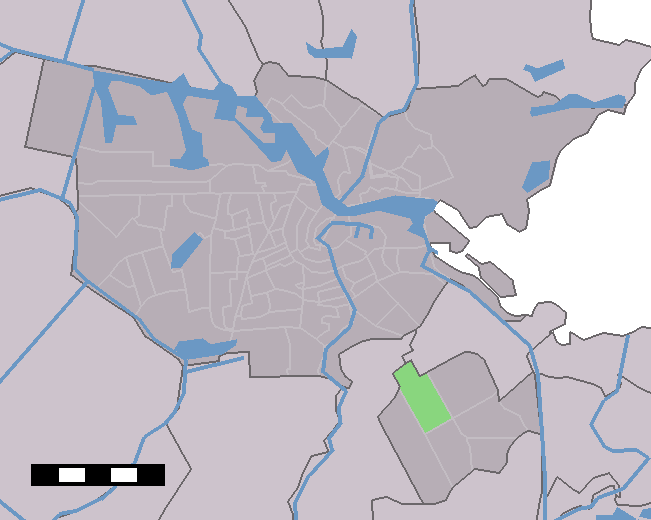
Mapa de la ciudad de Ámsterdam, la zona marcada con verde representa la ubicación de Bijlmer en el mapa.

Las grandes construcciones de Bijlmer están remarcadas en rojo, a su vez las remarcadas con gris representan aquellas que han sido demolidas en los últimos años. El avión marca el lugar exacto del desastre del Bijlmer.

Bijlmermeer fue construido con éxito. Sin embargo, nunca logró atraer a la gente de clase media. Por esta razón, el gobierno de los países bajos utilizó estas construcciones como viviendas sociales para los más necesitados económicamente, en especial para inmigrantes africanos y árabes.
Con el tiempo el vecindario ganó una mala reputación. El poco control social que había en este barrio debido a una construcción a gran escala y repetitiva, sumado a que este vecindario albergaba a aquellas familias de menores ingresos, conllevó a que en esta zona se concentraran la tasa más alta de delincuencia de la ciudad. Sin embargo, esto ha ido bajando notoriamente en los últimos años. De hecho, el número de denuncias registradas por la policía se redujo de 20.000 en el año 1995, (de los cuales 2.000 fueron robos), a tan solo 8.000 en el año 2005 (de las cuales 700 fueron robos). Esta última cifra ha sido cuestionada, debido a que la inmigración ilegal ha aumentado y se cree que parte de esas bajas en las denuncias se deben a que ciudadanos ilegales en calidad de víctimas no se atreven a denunciar a sus agresores ya que los podrían deportar.
Después de que ocurriera el conocido Desastre de Bijlmer en octubre de 1992, en el que un avión de origen israelí se estrelló en uno de los edificios del barrio, se decidió que el barrio cambiaría de forma positiva. En los años recientes, una gran cantidad de los edificios viejos del vecindario han sido demolidos o renovados con el fin de mejorar la zona. Viviendas de mejor calidad y mayor precio están siendo construidas, para así poder atraer a aquella gente de clase media que nunca se interesó en la zona. Esto ha provocado el disgusto de algunos residentes de bajos ingresos quienes han sido desplazados.

## Renovación

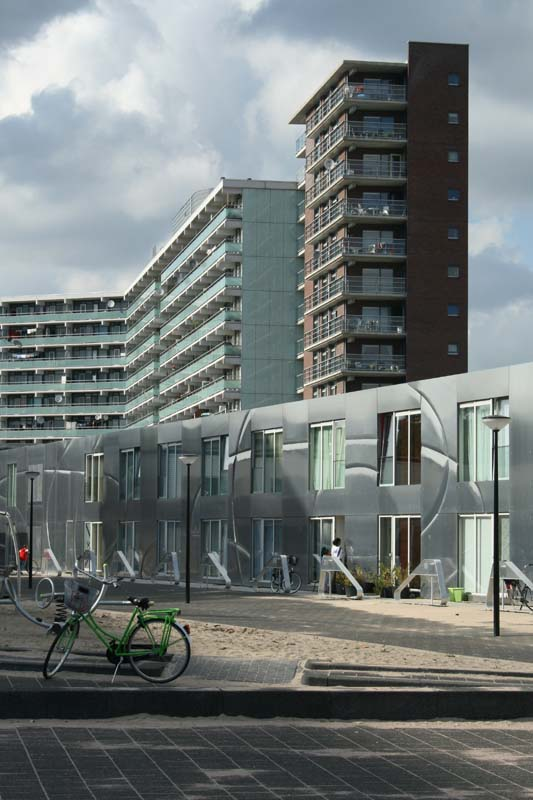
Nuevas construcciones del Bijlmer, se puede apreciar una clara renovación en los edificios.

Como se expuso anteriormente, después del Desastre de Bijlmer, el gobierno decidió que este debía cambiar para mejor. Por ello, se llevó a cabo una de las principales operaciones de renovación que se ha puesto en marcha en los Países Bajos. Gran parte de las viejas construcciones del barrio han sido demolidas y luego sustituidas por otras más pequeñas. Muchas de las calles que estaban originalmente elevadas, fueron destruidas para construir nuevas a nivel del suelo, para así evitar aquellos túneles bajo estas que eran paradero de drogadictos y delincuentes. Además, se eliminó gran parte del estacionamiento subterráneo que interconectaba todos los departamentos del bijlmer, y se construyeron nuevos estacionamientos al nivel del suelo.
La renovación tiene como objetivo una demografía menos unilateral y un entorno más agradable de vida. 
También fue reconstruida la estación Ámsterdam Bijlmer Arena que fue reabierta en octubre de 2007, la estación se ha convertido en un centro importante de tren, autobús y metro, siendo esta una de las más importantes de Ámsterdam.

## Lugares de interés

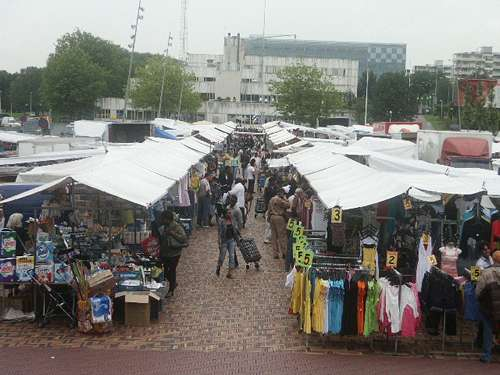
Vista del mercado Anton de Komplein ubicado dentro del barrio Bijlmer.

En el sudoeste de Ámsterdam se encuentra el estadio de fútbol llamado Amsterdam Arena. Este estadio atrae multitudes, pues en él juega de local el equipo de fútbol llamado AFC Ajax. Además, regularmente se realizan eventos y conciertos pop. Fue ahí también donde se realizó el velatorio del conocido y famoso cantante André Hazes. 
A lo largo del bulevar Arena, se encuentran zonas para el entretenimiento familiar, como por ejemplo el Heineken Music Hall, Pathe Arena, algunos edificios de gran escala tales como las tiendas Media Markt y la tienda de muebles Villa Arena. 
En el 2007 fue demolido el Pepsi Stage para dar paso a un nuevo lugar de compras y ocio llamado Centro de Entretenimiento GETZ. Al lado del estadio y a la cabeza del Arena Boulevard, se construye la Woontoren Arena (Torre Residencial Arena), la cual contará con 48 pisos y aproximadamente 150 metros de altura, convirtiéndose así en la torre más alta ubicada en una zona residencial de Ámsterdam. La construcción se inició en 2008 y se estima que será terminada en 2010.
En el Bijlmer se encuentra el centro comercial más grande de Ámsterdam, llamado Amsterdamse Poort. De todas formas en términos de ventas, el lugar de compra masiva número uno de la ciudad sigue siendo el centro de Ámsterdam.
El festival "Kwakoe" que dura 6 semanas y es gratuito, es un festival multicultural que se realiza durante el verano, en el cual se encuentra comida, música y otras cosas provenientes de Surinam, las Antillas holandesas y África.

## Estaciones cercanas

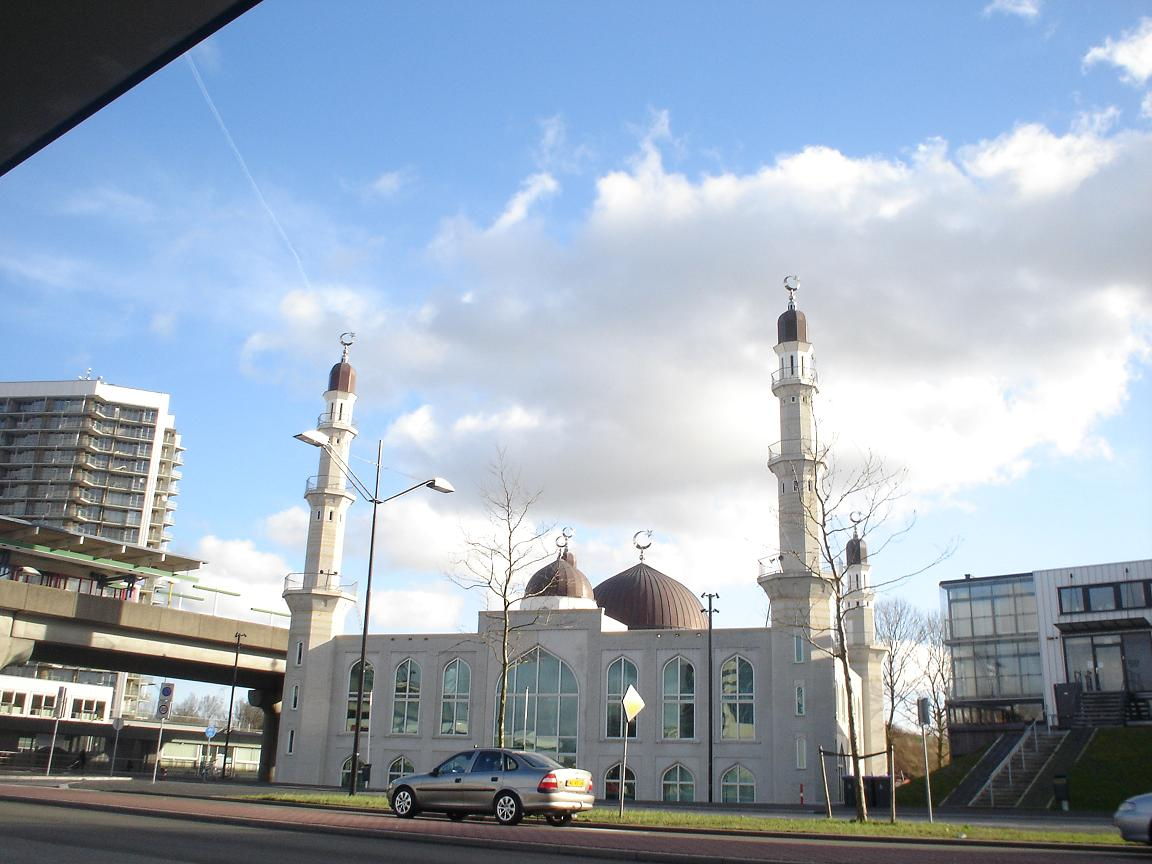
Mezquita del barrio Bijlmer, algo que demuestra la gran cantidad de musulmanes que habitan en el sector.

En la zona se encuentran varias estaciones de metro que bordean el barrio. Éstas, pertenecen al sistema de transporte público de Ámsterdam y se pueden clasificar según el número del recorrido de los trenes que pasan por ellas.

### Estaciones por las que pasan las líneas M50 y M54
Ordenadas de menor a mayor distancia de la estación central de Ámsterdam:
- Estación Duivendrecht
- Estación Strandvliet
- Estación Amsterdam Bijlmer ArenA
- Estación Bullewijk
- Estación Holendrecht

### Estaciones por las que pasa la línea M53
Ordenadas de menor a mayor distancia de la estación central de Ámsterdam:
- Estación Venserpolder
- Estación Diemen Zuid
- Estación Verrijn Stuartweg
- Estación Ganzenhoef
- Estación Kraaiennest

## Cine
Algunos directores de cine han elegido esta zona para producir sus obras (películas o cortometrajes), dentro de los cuales se encuentran:
- Bijlmer Odyssee (2004) de Urszula Antoniak.
- Bolletjes blues! (2006) de Karin Junger.

## Literatura
- Stappen door de nieuwe stad. Tochten langs de jongste woningbouw in Amsterdam Zuidoost. Leo Platvoet. De Balie/Stedelijke Woningdienst, 2001. ISBN 90-6617-268-1
- Amsterdam Zuidoost. Centrumgebied Zuidoost en stedelijke vernieuwing Bijlmermeer 1992-2010. Uitgeverij Thoth, Bussum, 2002. ISBN 90-6868-305-5